# Borowce (Silésie)
Pour les articles homonymes, voir Borowce.
Borowce (prononciation : [bɔˈrɔft͡sɛ]) est une localité polonaise de la gmina de Dąbrowa Zielona, située dans le powiat de Częstochowa en voïvodie de Silésie.